# Broadview (Illinois)
Broadview – wieś w Stanach Zjednoczonych, w stanie Illinois, w hrabstwie Cook.